# Scuola Beato Angelico
La Scuola Beato Angelico è un istituto d'arte fondato a Milano dall'architetto mons. Giuseppe Polvara.

## Storia
Fondata a Milano nel 1921 da mons. Giuseppe Polvara, l'istituzione scolastica nacque, nell'intento del suo fondatore, come una risposta italiana al movimento liturgico che proponeva un dialogo tra la Chiesa e le arti moderne. L'istituzione prese nome dal pittore rinascimentale Beato Angelico, sacerdote ed uno degli esponenti più rappresentativi del Quattrocento italiano nell'ambito della pittura sacra, in pieno dialogo tra le innovazioni pittoriche del suo secolo e la tradizione cristiana figurativa.
Il primo nucleo dell'istituto venne fondato dallo stesso don Polvara come associazione "Società Amici dell'Arte Cristiana" per la promozione dell'arte cristiana sul modello di quanto già da tempo si discuteva ad esempio in Francia. Dapprima indipendente e poi collegata alla scuola, nacque anche la rivista Arte Cristiana, la quale, fondata sempre a Milano nel 1912 col supporto di mons. Celso Costantini, divenne il principale organo di informazione e di dibattito sul rapporto tra arte moderna e Chiesa. In un primo momento il fondatore pensò di affiancare la scuola all'Università Cattolica del Sacro Cuore ma, pur avendo ottenuto il placet del rettore dell'ateneo dell'epoca, padre Agostino Gemelli, incontrò eccessive difficoltà burocratiche e decise di proseguire autonomamente con la propria fondazione. La prima sede della scuola venne posta in via Filangeri a Milano.
Nel 1929 Polvara organizzò, parallelamente alla scuola d'arte, anche una nuova scuola di musica sacra specificamente orientata allo studio e alla riproposizione del canto gregoriano, sorta con l'appoggio del cardinale Alfredo Ildefonso Schuster, arcivescovo di Milano. Nel 1935 alle istituzioni già presenti venne affiancata una scuola di teatro e di scenografia d'ispirazione cristiana.
La scuola vanta una partnership con il Pontificio ateneo Sant'Anselmo attraverso la quale propone non solo corsi d'arte applicata, ma anche di fotografia, cinema, teatro, restauro, conservazione e design.
Tra gli allievi più illustri della Scuola Beato Angelico si ricordano il fotografo Gabriele Basilico, il regista Ermanno Olmi, l'architetto Mario Botta e gli artisti Marcello Chiarenza e Adrian Paci.